# Lan Ying

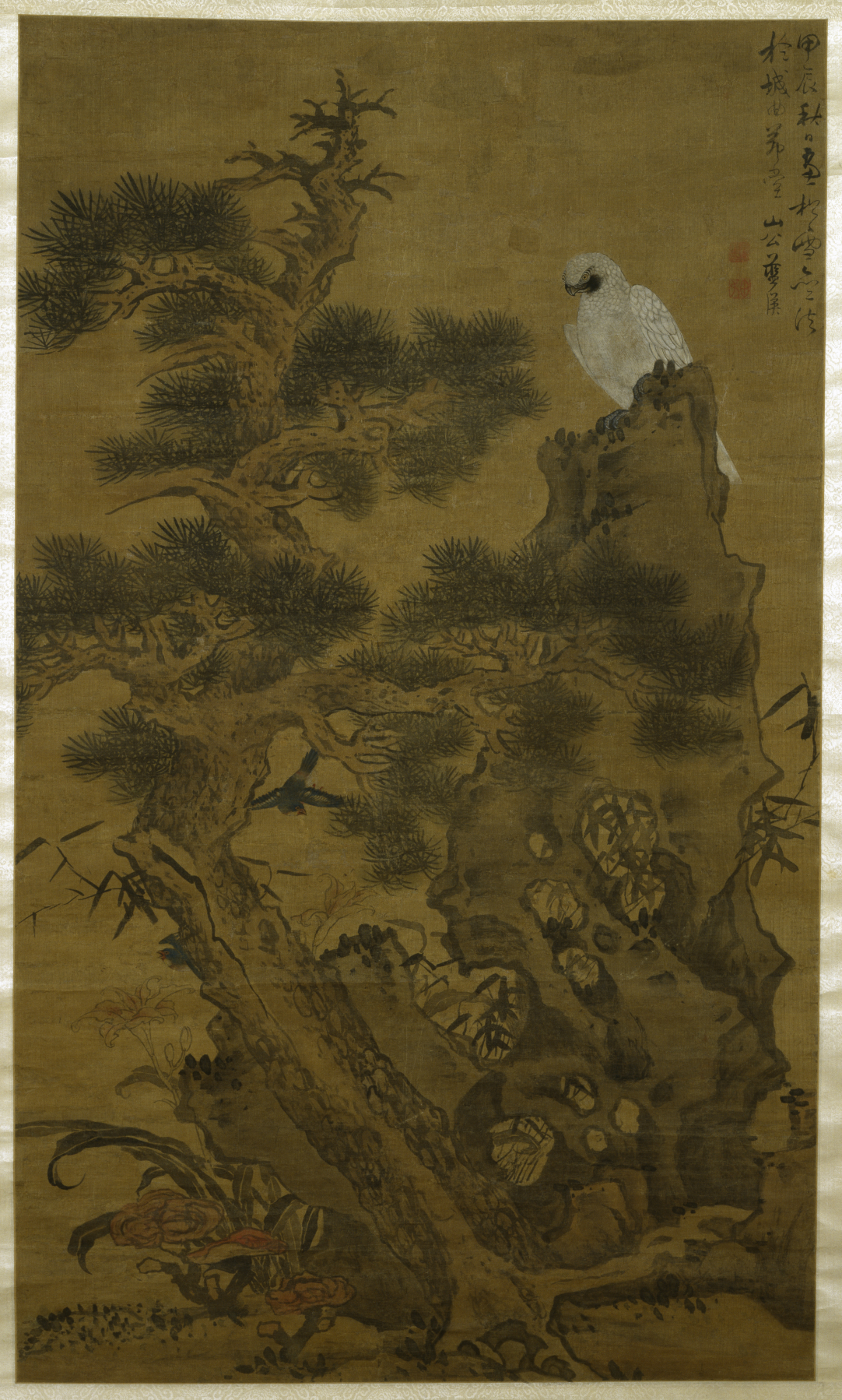
Sapin et faucon sur un rocher par Lan Ying

Lan Ying, surnom : Tianshu, noms de pinceau : Diesou et Shitoutuo peintre chinois du XVIIe siècle, il nait en 1585, originaire de la province du Zhejiang. Il meurt en 1664. C'est un peintre de paysages, fleurs et oiseaux.

## Style et Tradition à la fin des Ming
À la fin des Ming, Lan Ying peintre de grand renom (encore actif en 1660), s'inspire des maîtres anciens. La critique voit en lui le dernier représentant de l'école de Zhe. « Il copie les anciens maîtres des époques Tang, Song et Yuan avec tant de soins que chacun de ses traits sont en accord avec les modèles anciens ». Le texte poursuit en insistant sur l'intérêt particulier apporté par Lan Ying à l'étude de Huang Gongwang. Sur un rouleau représentant une chaîne de montagnes le long d'une rivière immense, Lan Ying combine la manière de Dong Yuan et celle des paysagistes Yuan : Huang Gongwang, Wang Meng et Wu Zhen. Les théoriciens de la peinture ont, au siècle précédent, classé ces quatre peintres dans l'école du Sud. En classant Lan Yin dans l'école de Zhe, les théoriciens se fondent moins sur le style et les modèles suivis sur le statut. Comme Dai Jin, Lan est un professionnel. Les peintres classés dans l'école du Sud par Dong Qichang et ses amis sont des lettrés.

## Biographie
Lan Ying est particulièrement connu pour ses paysages à la manière des anciens, notamment des maîtres Yuan, il peint aussi des oiseaux et des fleurs, surtout des orchidées. Les historiens de l'art le situent traditionnellement comme le dernier représentant de l'école de Zhe (ou de la province du Zhejiang). Il laisse de nombreuses œuvres tandis que beaucoup d'autres lui sont attribuées.
À l'âge de huit ans, Lan Ying « participe à une cérémonie sacrificielle et peint un paysage sur le sol avec les cendres du sacrifice ; la peinture bien que petite, a l'ampleur d'un paysage gigantesque ». Bien que ce récit soit exagéré, Lan Ying est un prodige. Sa famille étant pauvre, on l'envoie dans un atelier d'artistes local, où il peut apprendre à peindre en tant qu'apprenti. Au début de sa carrière, il réalise des peintures architecturales et des portraits de belles femmes, d'une facture méticuleuse.
Avec l'âge, il comprend que s'il veut être un artiste de haut rang, il doit parfaire ses connaissances et apprendre les techniques de la peinture lettrée. Dans ce but, il commence à beaucoup voyager et à rendre visite aux plus grands peintres de l'époque. En plus de fréquenter des lettrés de la région, il va à Songjiang et à Nanjing pour rencontrer Dong Qichang, Chen Jiru, Sun Kehong et Yang Wencong (1597-1645) dans le but de solliciter leur enseignement, rechercher leur approbation et il obtient ce qu'il est venu cherché.

## Sous l'influence des Anciens
Imiter les artistes des générations précédentes, indiquer que sa peinture est « à la manière d'Untel » pour faire parade de sa grande culture, est une pratique en vogue chez les peintres lettrés de cette époque. Lan Ying ne fait pas exception, et il écrit souvent sur ses tableaux : « Cette peinture est réalisée en imitation de Tel ou Tel artiste ». Il imite plus de vingt artistes, dont certains très anciens comme les peintres les plus prestigieux des Écoles du Sud et du Nord, en s'efforçant d'étudier le travail au pinceau de ses modèles. Bien que l'authenticité des œuvres qu'il imite est parfois douteuse, il consacre tous ses efforts à apprendre des Anciens.
Doté de cette base solide et servi par des talents magistraux, il peut, d'un coup de pinceau, produire des tableaux accomplis. Les œuvres qu'il réalise à l'âge mûr sont méticuleuses ; elles deviennent plus désinvoltes dans les dernières années de sa vie. Mais le savoir-faire acquis au début de sa carrière comme artiste professionnel reste toujours lisible, ce qui le différencie des autres peintres. Paysage à la manière de Li Tang, achevé par Lan Ying en 1631, est exécuté avec adresse, d'autant que le style de Li Tang ressemble beaucoup au sien.

## Histoire de peintures
Cette peinture représente deux lettrés contemplant un paysage, ce qui illustre l'idée de retraite. Au premier plan, apparaît une forêt en automne, avec un étagement de vieux arbres aux couleurs variées. Dans la forêt, on voit des demeures et un pavillon dans lequel les lettrés sont assis à bavarder. À l'arrière-plan, les montagnes se dressent à pic, des cascades ruissellent sur les pentes. La technique et la composition talentueuses dépassent de loin celles de bien des peintres lettrés. Cependant, la plupart des scènes où Lan Ying tente de peindre la vie et les idées des lettrés sont plus superficielles qu'elles ne suscitent la réflexion.
Dans Nuages blancs et arbres rouges, peint en 1658, l'inscription de l'artiste indique qu'il « imite la méthode sans ossature de Zhang Sengyou ». Dans ce tableau de Lan Ying, les rangées de montagnes sont peintes à l'azurite et au vert minéral, les vieux arbres, sur les pentes et au pied des montagnes, sont parsemés de feuilles rouges, blanches, bleu clair et vert clair. Il emploie une poudre blanche pour les nuages, et tout le tableau est vraiment paré d'un ton lumineux.
L'artiste pouvait estomper les contours pour obtenir un effet plus impressionniste, mais il se cantonne aux techniques des artistes professionnels, qui laissent inévitablement leur empreinte sur leur œuvre. Le peintre dont Lan Ying étudie le plus les œuvres est Huang Gongwang, car Huang représente un modèle pour les peintres lettrés Ming que Lan Ying aspire à rejoindre. Son Paysage à la manière de Huang Gongwang montre bien pourquoi les peintures de Lan Ying sont célèbres pour leur composition soignée et leur structure spatiale équilibrée ; cependant, son travail au pinceau, à la fois vigoureux et débridé, appelle les critiques autant que les éloges. Fort à propos, Qin Zuyong (1825-1884), commente dans son Tongyin lunhua : « Le talent de cet artiste est vraiment superbe. Les arbres et les rochers ont un air rustique et naturel. S'il avait modéré ses coups de pinceau, il aurait pu rivaliser avec Wen Zhengming et Shen Zhou »,.

## Les Écoles de peinture deZheet deJiangxia
Alors que la peinture de cour prospère, deux écoles de peintures prennent de l'importance à l'extérieur du palais : l'École de Zhe, conduite par Dai Jin, et l'École de Jiangxia, conduite par Wu Wei. Ces deux écoles réunissent un groupe d'artistes régionaux s'inspirant du style du style de Wu Wei, dominent la scène avec les artistes de cour au début et au milieu de la dynastie des Ming. Leur position de faveur est cependant remise en cause par les peintres lettrés, avec l'ascension de l'École de Wu.
Sous la pression des critiques, les peintres professionnels perdent peu à peu leur marché et restent sans moyen de subsistance. Pour survivre, certains, comme Lan Ying, changent de style et se rapprochent de la manière des peintres lettrés. D'autres se tournent vers le peuple, à la recherche de nouveaux débouchés, ce qui conduit au développement des images populaires de Nouvel An et des xylographies vers la fin des Ming.

## L'École deHuating
Un groupe de peintres rassemblés autour de Dong Qichang se fait connaître sous le nom de l'école de peinture de Huating, ou de Songjiang. Presque à la même époque, l'artiste professionnel Lan Ying et ses élèves sont actifs à Hangzhou, dans le Zhejiang. Ces artistes sont désignés sous le nom d'École de Wulin, parce qu'autrefois Hangzhou s'appelait Wulin, mais ils sont aussi connus sous le nom d'École postérieure de Zhe, parce que Lan Ying est du Zhejiang.

## Musées
- Beijing (Musée du palais impérial) :
  - Nuages blancs et arbres rouges, daté 1658, d'après Zhang Sengyou.
- Boston (Mus. of Fine Arts) :
  - Paysage du mont Song, poème du peintre daté 1627, couleurs et encre sur soie, rouleau en hauteur.
  - Deux paysages représentant le printemps et l'hiver, le premier d'après Zhao Danian, le second d'après Wang Wei, signé.
- Cologne (Mus. für Ostasiatische Kunst) :
  - Paysage d'automne, signé et daté 1629, encre sur papier, tacheté d'or, d'après Wang Meng, éventail.
- New York (Metropolitan Museum of Art) :
  - Pavillons dans les montagnes, signé et daté 1633, éventail.
- Paris (Mus. Guimet) :
  - Paysage de rivière, feuille d'album sur soie, d'après Zhao Mengfu et Sheng Mao, signé.
- Pékin (Mus. du Palais) :
  - Deux hommes sous les pins de la rive, daté 1651, d'après Guan Dong.
- Philadelphie (Museum University) :
  - Ruisseau de montagne et hautes falaises, signé et daté 1638.
- Princeton (University Art Mus.) :
  - Matin d'automne sur la rivière Chu, signé.
- Seattle (Art Museum.) :
  - Paysage de rivière à la manière des Quatre Maîtres Yuan, inscription du peintre datée 1625, encre et couleurs sur papier, tacheté d'or, rouleau en longueur.
- Shanghai :
  - Paysage à la manière de Li Tang, daté 1631
  - L'automne à Huashan, couleur sur soie, rouleau en hauteur.
  - Oiseau sur un arbre d'automne, couleur sur papier, rouleau en hauteur.
- Stockholm (Nat. Mus.) :
  - Large rivière au pied de pics rocheux et boisés, signé et daté 1644, d'après Wu Zhen
- Taipei (Nat. Palace Mus.) :
  - Paysage après la neige, daté 1623, encre et couleurs sur soie, rouleau en hauteur.